# 雁皮紙
雁皮紙（がんぴし）は、ジンチョウゲ科の植物である雁皮から作られる和紙である。自然界に自生しているものから材料を採取する。
雁皮の成育は遅く栽培が難しいため、雁皮紙には野生のものの樹皮が用いられる。古代では斐紙や肥紙と呼ばれ、その美しさと風格から越前産のものは「紙の王」と評された。繊維は細く短いので緻密で緊密な紙となり、紙肌は滑らかで、赤クリームの自然色（鳥の子色）と独特の好ましい光沢を有している。丈夫で虫の害にも強いので、古来、貴重な文書や金札に用いられた。日本の羊皮紙と呼ばれることもある。
しかし、厚い雁皮紙は漉きにくく、水分を多量に吸収すると収縮して、紙面に小じわを生じる特性があるために太字用としては不適とされ、かな料紙・写経用紙・手紙などの細字用として使われるのが一般的である。平安時代には、厚さによって厚様（葉）・中様・薄様と言われ、やや厚目の雁皮紙を鳥の子紙と言って、越前産が最上とされた。雁皮は謄写版原紙用紙の原料として大量に使用されていたが、複写機が普及して以来急激にその使用量が減少した。ちなみに、鳥の子紙は雁皮と楮を混ぜたものである。

## 工芸品
- 水うちわ（岐阜うちわ） - 雁皮紙を貼った後、ニスでコーティングしたうちわ。耐水性があり、水のように透ける事からこう呼ばれる。

## 人間国宝
- 1968年、島根県八雲村の安部栄四郎が、雁皮紙づくりの技術を認められて重要無形文化財の保持者（人間国宝）として認定された。若い頃に柳宗悦に褒められ、技を磨き続けていたという[2]。